# Quatuor Arditti
Pour les articles homonymes, voir Arditti.

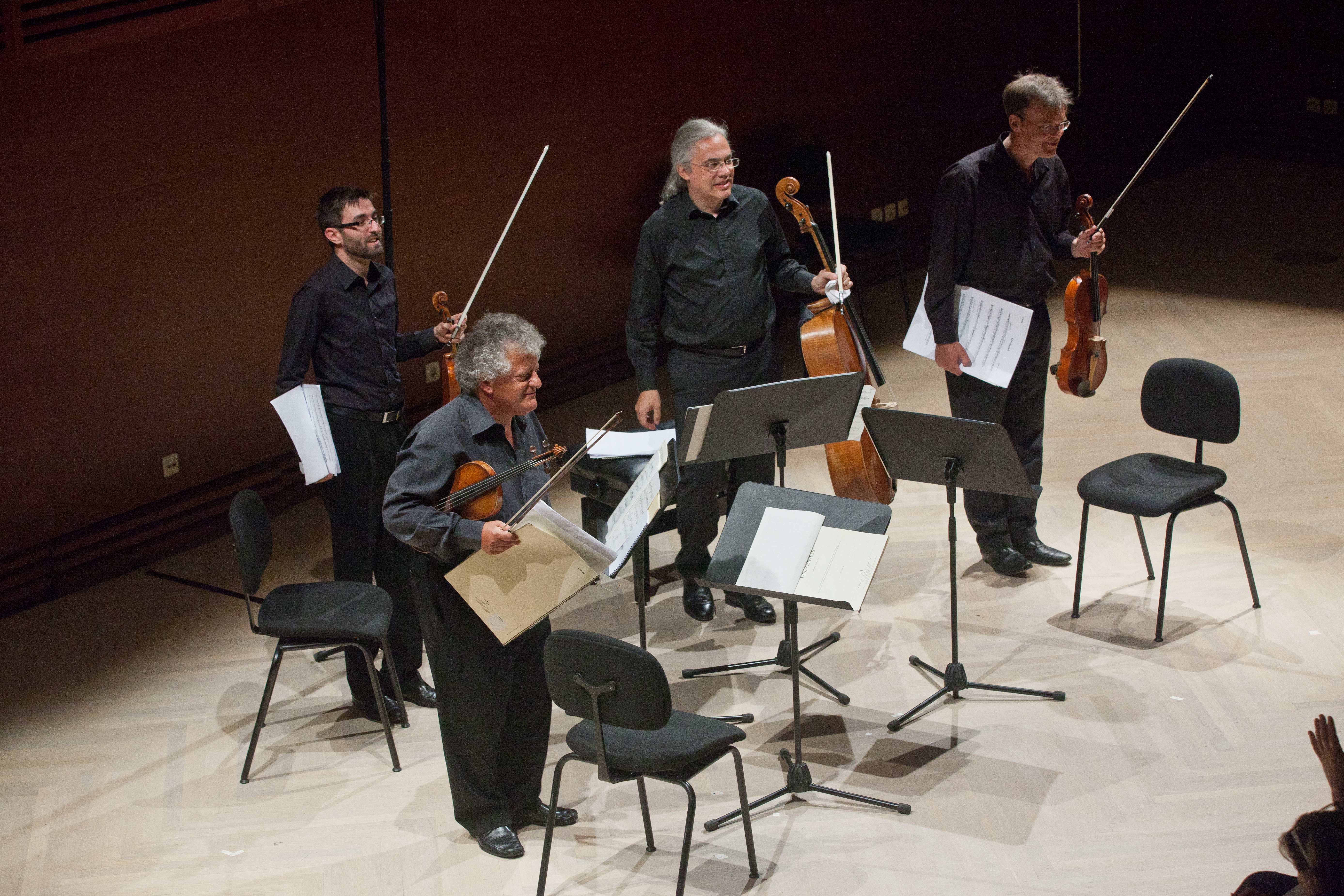
Le Quatuor Arditti en 2012.

Le Quatuor Arditti est un quatuor à cordes anglais fondé en 1974 par le violoniste Irvine Arditti. Né en 1953 à Londres, et alors qu'il n'est âgé que de 13 ans, le futur fondateur du quatuor découvre des oeuvres de Xenakis et Messiaen qui lui font forte impression et orienteront probablement son intérêt pour la musique contemporaine. Ainsi, le premier concert du quatuor est consacré à Krzysztof Penderecki, inaugurant une collaboration avec de nombreux compositeurs vivants par la suite (voir répertoire ci-dessous), et donnant lieu à de nombreuses créations (entre 20 et 50 par an) depuis près de 50 ans.

## Membres
- Irvine Arditti (premier violon, depuis 1974, sur un violon de C.F. Landolfi de 1760)
- Ashot Sarkissjan (second violon, depuis juin 2005, sur un violon de Stephan von Baehr de 2002)
- Ralf Ehlers (alto depuis janvier 2003, sur un alto de sa propre fabrication)
- Lucas Fels (violoncelle depuis 2006, sur un violoncelle de Giovanni Guidanti de 1730)

Lorsque le répertoire fait courir des risques aux instruments anciens, ils utilisent leurs deuxièmes ou troisièmes instruments.

### Membres précédents
- Second violon
  - Graeme Jennings (1994 - mai 2005)
  - David Alberman (1986 - 1993)
  - Alexander Balanescu (1983 - 1986)
  - Lennox MacKenzie (1974 - 1983)
- Alto
  - Dov Scheindlin (1997- 2002)
  - Garth Knox (1990 - 1996)
  - Levine Andrade (1974 - 1990)
- Violoncelle
  - Rohan de Saram (1977 - 2006)
  - Helen Liebmann (1976)
  - John Senter (1974 - 1976)

## Répertoire
Le quatuor interprète surtout de la musique contemporaine. Il a donné des centaines de premières d'œuvres de Georges Aperghis, Christophe Bertrand, Harrison Birtwistle, John Cage, Elliott Carter, Edison Denisov, James Dillon, Hugues Dufourt, Pascal Dusapin, Ivan Fedele, Brian Ferneyhough, Luca Francesconi, Sofia Goubaïdoulina, Alberto Guerrero, Jonathan Harvey,Toshio Hosokawa, Mauricio Kagel, György Kurtag, Helmut Lachenmann, György Ligeti, Bruno Maderna, Conlon Nancarrow, Roger Reynolds, Wolfgang Rihm, Giacinto Scelsi, Salvatore Sciarrino, Karlheinz Stockhausen, Marco Uvietta et Iannis Xenakis.

## Discographie
- Harrison Birtwistle : The Tree of Strings, (CD: AEON AECD1217, édité en 2012).
- John Cage : Music for Four, 30 Pieces (CD: MODE Mode17, édité en 1989).
- John Cage : String Quartet in Four Parts, (CD: MODE Mode27, édité en 1992).
- Elliott Carter : Quatuors à cordes 1-4, Elegy (CD: Et Cetera KTC 1065-66, édité en 1989).
- Pascal Dusapin : Quatuors à cordes 1-5, Musique Fugitive (CD: AEON AECD0983, édité en 2012).
- Roberto Gerhard : Quatuors à cordes 1-2, Chaconne (CD: AEON AECD1225, édité en 2010).
- Jonathan Harvey : Quatuors à cordes 1-4, trio (CD: AEON AECD0975, édité en 2009).
- Hans Werner Henze : Quatuors à cordes 1-5 (CD: WERGO WER 60114/ 15-50, édité en 1986).
- Helmut Lachenmann : Quatuors à cordes 1, 2 et 3 (CD: KAIROS Kairos 0012662, édité en 2011).
- György Ligeti : Quatuors à cordes.1/quatuors à cordes 2 (CD: WERGO WER 60079-50, édité en 1988).
- György Ligeti : Quatuors à cordes.1/quatuors à cordes 2, 2 Movements, Ballad und tanz, Hyllning (CD: SONY SK62306, édité en 1996).
- Conlon Nancarrow : Quatuors à cordes 1/quatuors à cordes 3, Studie 15, 31, 33, 34, Toccata (CD: WERGO WER 669262, édité en 2007).
- Hilda Paredes : Cuerdos del Destino/Canciones Lunáticos, Papalote, In Memoriam Thomas Kakuska (CD: AEON AECD0975, édité en 2015).
- Arnold Schönberg : Quatuors à cordes I-IV (CD: Montaigne/naive MO782024, édité en 1994).
- Arnold Schönberg: Musique de chambre (CD: Montaigne/naive MO782025, édité en 1995).
- Karlheinz Stockhausen : Helikopter quartett (CD: Stockhausen Verlag CD 53A + B, édité en 1999).
- Anton Webern :  Intégrale des trios et quatuors à cordes (CD: Montaigne/naive MO782136, édité en 2000).
- Iannis Xenakis : Intégrale musique de chambre  (CD: Montaigne/naive MO782005, édité en 1992).
- John Zorn : Myth and Mythopoeia (Tzadik édité en 2014).

## Distinctions
- Prix Ernst von Siemens (juin 1999)
- Gramophone Award (octobre 1999) pour le CD avec des œuvres d'Elliott Carter
- Gramophone Award (octobre 2002) Pulse Shadows de Harrison Birtwistle
- Gramophone Award (octobre 2018) Les quatuors I-V de Pascal Dusapin